# Yitzhak-Meir Levin
Yitzhak-Meir Levin (en hebreo: יצחק-מאיר לוין‎), (30 de enero de 1893 - 7 de agosto de 1971) fue un político haredí en Polonia e Israel. Fue uno de los 37 signatarios que firmaron la Declaración de Independencia de Israel, sirvió en varios gabinetes israelíes y fue líder durante mucho tiempo y ministro de la Knesset para Agudat Yisrael y partidos relacionados.

## Biografía
Yitzhak Meir Levin nació como Izaak Meir Lewin en Góra Kalwaria (conocido como Ger en yiddish ) en el Reino del Congreso, parte del Imperio Ruso. Era descendiente paterno de Chanokh Heynekh Levin (1789-1870). En sus primeros años, estudió en la Yeshiva y recibió Semicha. Se casó con la hija del rabino Avraham Mordejai Alter, cabeza de la influyente dinastía jasídica Ger a la edad de 16 años.
Durante la Primera Guerra Mundial, se involucró en ayudar a las víctimas de la guerra en Varsovia. 
Con el apoyo de su familia, se involucró en la política; fue uno de los líderes de Agudat Israel en Polonia, fue elegido para el Consejo de la Comunidad de Varsovia como representante de la organización en 1924, y cinco años más tarde fue elegido para el presidium mundial de Agudath Israel. En 1937, fue elegido como uno de los dos copresidentes del comité ejecutivo de la organización. En 1940, Levin se convirtió en el único presidente.
También participó en la fundación del sistema escolar Beis Yaakov para niñas judías religiosas.
Tras el estallido de la Segunda Guerra Mundial, Levin ayudó a los refugiados en Varsovia, antes de emigrar a Eretz Israel en 1940, donde se convirtió en jefe de la rama local de Agudat Israel.
Después de firmar la Declaración de Independencia de Israel en 1948, Levin se unió al gobierno provisional de David Ben-Gurion como Ministro de Bienestar. Fue elegido miembro de la primera Knesset en 1949 como miembro del Frente Religioso Unido, una alianza de los cuatro principales partidos religiosos, y fue reelegido en su cargo ministerial en el primer y segundo gobierno .
Después de conservar su escaño en las elecciones de 1951, Levin se reincorporó al gobierno de Ben-Gurion como Ministro de Bienestar, pero renunció en 1952 en protesta por la Ley del Servicio Nacional para la Mujer. Siguió siendo miembro de la Knesset hasta su muerte en 1971, pero no miembro del gabinete ; en sus mandatos restantes, representó al Frente Religioso de la Torá, una alianza de Agudat Yisrael y su rama obrera Poalei Agudat Israel.
Fue enterrado en el Cementerio Judío del Monte de los Olivos.